# ¿Entiendes?
¿Entiendes? es una película perteneciente al género de la comedia, coproducida por Francia, España y Suiza en 1999, segunda obra de Stéphane Giusti, quien además de dirigir el film escribió su guion. 
Relata la historia de Camille (Amira Casar), Eva (Julie Gayet), Ariane (Alexandra London) y Nico (Bruno Putzulu),  cuatro homosexuales que rondan los treinta años y trabajan como socios en su propia empresa editorial. Eva, Ariane y Nico deciden salir del armario con sus padres y para ello recurren a la ayuda de la madre de Camille, quien conoce y acepta el lesbianismo de su hija y está decidida a ayudarlos.

## Argumento
Camille, Nico y Eva son socios en una pequeña empresa de Barcelona dedicada a la edición de libros de ciencia ficción y manga, Lili (Carmen Chaplin), es la secretaria de Eva y es la única heterosexual de la editorial.  
Camille está en pareja desde hace tres años con Ariane, una joven de buena familia que no encuentra su vocación y a la que conoció durante una visita de trabajo a la facultad de filología, en la cual Ariane estudia. La madre de Ariane es corredora de bolsa, y el padre, un serio docente del área de la genética. 
Nico y Eva, comparten desde hace cuatro años un apartamento, haciendo creer a los padres de ella que durante todo ese tiempo han sido pareja. Eva, hija de Malou y de José, un reconocido torero, recibe constantemente llamados telefónicos de distintas mujeres con las que se ha visto involucrada y a las que ignora. 
Nico es hijo de la reconocida cantante Sara Miguel, pero oculta la identidad de su madre a sus amigos hasta que decide confesarle a esta que es gay. Es jugador de fútbol y durante un evento realizado en el club para el que juega conoce a Manuel, de quien se enamora pero con quien no puede entablar conversación porque Lili, con quien acudió haciéndose pasar por su novia, lo persigue todo el tiempo para hacer que se sienta incómodo.
Tina (Montse Mostaza) es una joven dibujante que se presenta en la editorial con su trabajo: el primer manga lésbico. Tras ser evaluada por Nico y Camille, es contratada. Eva, al verla, se enamora de ella.
Camille es la única que está fuera del clóset con su madre, Josepha, e insiste a sus amigos para que se atrevan a salir ellos también. Durante una charla con Josepha, en la que además están presentes sus socios y Ariane, deciden organizar una cena e invitar a José, Malou y a Sara Miguel. Lili, al conocer la idea, decide invitar a Tony (Joan Crosas) y Diane (Assumpta Serna), sus padres, para confesarles su lesbianismo y ver su reacción ante la noticia, aunque en realidad solo se trata de una broma ya que es heterosexual.

## Personajes y elenco
| Actor                 | Personaje                  |
| --------------------- | -------------------------- |
| Amira Casar           | Camille                    |
| Julie Gayet           | Eva                        |
| Bruno Putzulu         | Nico                       |
| Alexandra London      | Ariane                     |
| Carmen Chaplin        | Lili                       |
| Johnny Hallyday       | José (padre de Eva)        |
| Marie-France Pisier   | Irene (madre de Ariane)    |
| Brigitte Roüan        | Josepha (madre de Camilla) |
| Assumpta Serna        | Diane (madre de Lili)      |
| Elli Medeiros         | Malou (madre de Eva)       |
| Vittoria Scognamiglio | Sara (madre de Nico)       |
| Jean-Claude Dauphin   | Alain (padre de Ariane)    |
| Joan Crosas           | Tony (padre de Lili)       |
| Montse Mostaza        | Tina                       |
| Marta Gil             | Clara                      |
| Adrià Collado         | Manuel                     |
| Albert López-Murtra   | Juan                       |

## Producción y rodaje
¿Entiendes? recibió el soporte de la PROCIREP y de Eurimages (Fondo del Consejo de Europa de ayuda a la coproducción, a la distribución y a la explotación de obras cinematográficas europeas) y fue coproducido por Elzevir Films, M6 Films, Glozel P. Goter, Maestranza Films (Sevilla), Sogedasa (Barcelona) y Alhena Films. Además contó con la participación de Canal +, de M6 y Sofinergie 4 y 5.
La película fue rodada en Barcelona y es hablada en francés.

## Música
La selección de la música utilizada en la película estuvo a cargo de Eric Michon y fue editada en formato CD por el sello RCA Victor/BMG en el año 1999.

### Listado de canciones
1. “That Lady (Parts 1 & 2)”  (Marvin Isley, Ernie Isley y Chris Jasper)  interpretada por The Isley Brothers (05:36)
2. “Malafemmena” (A. de Curtis) interpretada por Peppino Di Capri (03:14)
3. “Canzone per Te” (Sergio Endrigo y Sergio Bardotti) interpretada por Vittoria Scognamiglio (03:47)
4. “I Will Follow Him” (Jacques Plante, Franck Pourcel, Paul Mauriat) interpretada por Little Peggy March (02:27)
5. “Oh Lori”  (Billy Alessi y Bobby Alessi) interpretada por The Alessi Brothers (03:21)
6. “Abrázame” - (Julio Iglesias y Rafael Ferro) interpretada por Les Valentins (02:52)
7. "Crazy" (Willie Nelson) interpretada por Patsy Cline (02:42)
8. "Sexy, Sexy" (Harris, P Fishman, C. Nelly) interpretada por Baby do Brasil (04:04)
9. "Ponerte en cuatro" (José Luis Pardo, A. Figueredo, M. Arcas, J. Briceno, J.R Torres, J. M. Roura) interpretada por Los Amigos Invisibles (04:33)
10. "People Hold On" (Lisa Stansfield, Jonathan Moore, Matthew Black) interpretada por Lisa Stansfield (03:43)
11. "It's Oh So Quiet" (Hans Lang, Erich Meder y Bert Reisfeld) interpretada por Betty Hutton (03:11)
12. "In the Bush" (P. Adams, S. Cooper) interpretada por Musique (03:51)
13. "I'll be Watching You (Nu Zagreb remix)" interpretada por Eddy & Dus (06:25)
14. "Le Salon de coiffure" compuesta e interpretada por Nicolás Errera (03:00)

## Premios
En el año 1999, ¿Entiendes? ganó el premio a la mejor película lésbica en el Festival de Cine Gay y Lésbico de Seattle. En el año 2000 recibió el premio del jurado y el de la audiencia en el Festival de Cine Gay y Lésbico de Miami.